# Scopula rufolineata
Scopula rufolineata là một loài bướm đêm trong họ Geometridae.